# Methyltestosterone 3-hexyl ether
Methyltestosterone 3-hexyl ether (tên thương hiệu Androgenol, Enoltestovis, Enoltestovister), hoặc 17α-methyltestosterone 3-hexyl enol ether, còn được gọi là 17α-methylandrost-3,5-dien-17β-ol-3-3 là một steroid đồng hóa-androgenic tổng hợp và một androgen ether - cụ thể là 3- hexyl ether của methyltestosterone.